# Herreriopsis
Herreriopsis es un género monotípico perteneciente a la antigua familia de las  agaváceas ahora subfamilia Agavoideae. Su única especie, Herreriopsis elegans, es originaria de Madagascar donde se distribuye por las provincias de Antsiranana, Mahajanga y Toliara.

## Taxonomía
Herreriopsis elegans fue descrita por Eugène Henri Perrier de la Bâthie  y publicado en Bulletin de la Société Botanique de France 81: 819. 1934[1935].
Sinonimia
- Herreriopsis elegans var. luteiflora[2][3]